# Mohamed Farhoud
Mohamed Farhoud (en arabe : محمد فرهود), né le 23 novembre 1988, est un nageur égyptien.

## Carrière
Mohamed Farhoud est médaillé d'argent du 800 mètres nage libre et médaillé de bronze du 200 mètres nage libre aux Championnats d'Afrique de natation 2010 à Casablanca.
Aux Jeux panarabes de 2011 à Doha, il obtient deux médailles d'argent, sur 400 mètres nage libre et 1 500 mètres nage libre, ainsi qu'une médaille de bronze sur 4 x 200 mètres nage libre.